# Stereochilus brevirachis
Stereochilus brevirachis är en orkidéart som beskrevs av Eric Alston Christenson. Stereochilus brevirachis ingår i släktet Stereochilus och familjen orkidéer. Inga underarter finns listade i Catalogue of Life.